# Bizkaia-Durango
Bizkaia-Durango (UCI holdkode: BDP) var et professionelt cykelhold fra Spanien, der konkurrerede i elite landevejscykelløb.

## Holdet

### 2023
| Trup 2023               | Trup 2023          | Trup 2023                              | Trup 2023 |
| Rytter                  | Fødselsdag         | Seneste hold                           |           |
| ----------------------- | ------------------ | -------------------------------------- | --------- |
| Daniela Campos          | 31. marts 2002     |                                        |           |
| Carolina Esteban        | 15. februar 2001   | Río Miera-Cantabria Deporte (2022)     |           |
| Heidi Gaugain           | 30. november 2004  |                                        |           |
| Lucía González Blanco   | 9. juli 1990       | Lointek (2017)                         |           |
| Sandra Gutierrez        | 6. marts 2003      | Laboral Kutxa-Fundación Euskadi (2022) |           |
| Eukene Larrarte Arteaga | 13. september 1998 | Laboral Kutxa-Fundación Euskadi (2021) |           |
| Irene Loizate           | 17. maj 1995       |                                        |           |
| Ana Vitória Magalhães   | 24. oktober 2000   | Soltec Team (2022)                     |           |
| Irene Mendez            | 14. maj 1992       | Río Miera-Cantabria Deporte (2021)     |           |
| Beatriz Pereira         | 25. juli 2003      |                                        |           |
| Andrea Ramírez Fregoso  | 25. september 1999 | Massi Tactic (2022)                    |           |
| Sofia Rodríguez         | 21. oktober 1999   | Sopela Women's Team (2021)             |           |
| Catalina Soto           | 8. april 2001      | NXTG Racing (2021)                     |           |
|                         |                    |                                        |           |
| Kilde: ProCyclingStats  |                    |                                        |           |

### 2018
| Trup 2018                                  | Trup 2018          | Trup 2018                 | Trup 2018 |
| Rytter                                     | Fødselsdag         | Seneste hold              |           |
| ------------------------------------------ | ------------------ | ------------------------- | --------- |
| Sandra Alonso                              | 19. august 1998    |                           |           |
| Alice Maria Arzuffi                        | 19. november 1994  | Lensworld-Kuota (2017)    |           |
| Dani Christmas                             | 21. december 1987  |                           |           |
| Henrietta Colborne                         | 20. april 1998     |                           |           |
| Ainara Elbusto (21. aug.–31. dec.)         | 10. september 1992 |                           |           |
| Miriam Gardachal                           | 11. juni 1998      |                           |           |
| Lucía González Blanco                      | 9. juli 1990       | Lointek (2017)            |           |
| Aroa Gorostiza                             | 7. maj 1999        |                           |           |
| Irati Idirin                               | 13. maj 1994       |                           |           |
| Ane Iriarte                                | 4. april 1995      |                           |           |
| Lierni Lekuona Etxebeste                   | 8. april 1995      |                           |           |
| Enara López Gallastegi (15. jun.–31. dec.) | 3. juli 1997       |                           |           |
| Cristina Martínez                          | 2. januar 1996     | Lointek (2017)            |           |
| Yessica Pérez                              | 20. juli 1992      |                           |           |
| Anna Zita Maria Stricker                   | 3. juli 1994       | BTC City Ljubljana (2017) |           |
|                                            |                    |                           |           |
| Kilde: UCI                                 |                    |                           |           |